# Bez wstydu
Bez wstydu – polski film fabularny z 2012 roku w reżyserii Filipa Marczewskiego.
Zdjęcia plenerowe zrealizowano w Wałbrzychu.

## Fabuła
Po powrocie do rodzinnego miasta zakochany w swej siostrze Tadek odkrywa, że jest ona w związku z żonatym biznesmenem. Usiłuje skompromitować kochanka siostry, nie zauważając, że sam jest obiektem uczuć Romki o imieniu Irmina, która jest dla niego gotowa zerwać uzgodnione przez rodzinę zaręczyny. 

## Obsada
- Mateusz Kościukiewicz − Tadek
- Agnieszka Grochowska − Anka
- Maciej Marczewski − Andrzej
- Anna Próchniak − Irmina
- Paweł Królikowski

## Wyróżnienia i nagrody
- 2012: nominacja do nagrody Złote Lwy[1].
- 2013: CIVIS – Europejska nagroda dla mediów wspierających Integrację co rok przyznawana jest przez niemieckiego „pełnomocnika Rządu Federalnego ds. Migracji, Uchodźców i Integracji”, nadawcę publicznego ARD w miarodajności przez nadawcę regionalnego WDR i fundację Freudenberga. Film został wyróżniony w rubryce „rozrywka fikcyjna”.  Jury orzekła: „Świetny film, który wzywa do tolerancji, z imponującą reżyserią, doskonałymi aktorami i wybitną formą i treścią[2][3].”